# Skrzynki Małe
Skrzynki Małe (Jezioro Skrzyńskie Małe) – jezioro w Polsce, położone w mezoregionie Bory Tucholskie, na południowy zachód od wsi Wieck w gminie Czersk, w powiecie chojnickim województwa pomorskiego, w bliskim sąsiedztwie magistrali węglowej Maksymilianowo-Kościerzyna-Gdynia.
Okolice jeziora to miejsce przenikania się trzech regionów Pomorza: Kaszub, Kociewia i Borów Tucholskich. Na południowy wschód od jeziora znajduje się miasto Czarna Woda.
Ogólna powierzchnia: 10,7 ha